# Prince noir (série télévisée)
Pour les articles homonymes, voir Prince noir et Black Beauty (homonymie).
Prince noir (The Adventures of Black Beauty) est une série télévisée britannique en 52 épisodes de 30 minutes, créée par Ted Willis d'après le roman d'Anna Sewell intitulé Black Beauty, et diffusée entre le 7 octobre 1972 et le 10 mars 1974 sur le réseau ITV.
En France, la série a été diffusée pour la première fois le 20 mars 1974 sur la première chaîne de l'ORTF, puis rediffusée plusieurs fois entre 1976 et 1980 sur TF1 dans l'émission Les Visiteurs du mercredi sous divers titres (Black Beauty, Les Aventures de Black Beauty), puis en 1981 sur TF1 dans Croque Vacances, et au Québec à partir du 3 septembre 1974 à la Télévision de Radio-Canada.
En 2008, Studio 100 fait acquisition de la société allemande EM.Entertainment qui était jusqu'alors propriétaire de la série télévisée,.

## Historique de la création
La série est adaptée d'un grand classique de la littérature enfantine britannique écrit par Anna Sewell en 1877 : Black Beauty. Ce roman — qui n'était pas, à la base, destiné à la jeunesse — fut d'abord sujet à controverse car il dénonçait le mauvais traitement infligé aux chevaux en Angleterre. Il a provoqué une crise de conscience qui a abouti à l'amélioration du sort des équidés.

## Synopsis
L'amitié entre un étalon nommé Prince noir et deux enfants dans l'Angleterre du XIXe siècle.
Le roman a été plusieurs fois adapté au cinéma :
- Black Beauty (1921), film de Edward H. Griffith ;
- Black Beauty (1946), film de Max Nosseck ;
- Prince noir (1971), film de James Hill ;
- Prince noir (1994), film de Caroline Thompson ;
- Black Beauty (2020), film de Ashley Avis.

## Fiche technique
- Titre français : Prince noir
- Titre original : The Adventures of Black Beauty
- Réalisateur : Charles Crichton, Peter Duffell, Freddie Francis, Alan Gibson, Gerry Poulson, John Reardon
- Scénaristes : David Butler, Richard Carpenter, Lindsay Galloway, John Kane, Victor Pemberton, Ted Willis
- Production : Sidney Cole, Paul Knight, Anthony S. Gruner
- Sociétés de production : Fremantle Corporation, LWT, Talbot Television
- Photographie : Ken Higgins
- Musique : Denis King
- Pays d'origine : Royaume-Uni
- Langue : anglais
- Nombre d'épisodes : 52 (2 saisons)
- Durée : 30 minutes
- Date de première diffusion :  Royaume-Uni : 7 octobre 1972

## Distribution

### Acteurs principaux
- Judi Bowker : Victoria « Vicky » Gordon
- William Lucas (en) (VQ : Jacques Godin) : Dr James Gordon
- Roderick Shaw : Kevin Gordon
- Stacy Dorning (en) : Jenny Gordon
- Stephen Garlick (en) : Ned Lewis
- Len Jones (en) : Dan Collins
- Tony Maiden : Albert Clifton
- Alistair MacKenzie : Robbie
- Charlotte Mitchell : Amy Winthrop

 Source et légende : version québécoise (VQ) sur Doublage.qc.ca

### Invités (par ordre alphabétique)
- Paul Angelis (en) : Samson Ryder (Le Fugitif)
- Denis Carey : Mr Ryder (Le Fugitif)
- Hazel Coppen : Mrs Allingham (Le Fugitif)
- Alan Guy : Billy Foster (Le Cheval de mine)
- Richardson Morgan : le cocher (Le Fugitif)
- Brent Oldfield : William (Le Fugitif)
- Ron Pember (en) : Alfred (Le Fugitif)
- Keneth Thornett : P.C. Dickins (Le Cheval de mine)
- George Waring (en) : Alf (Le Cheval de mine)
- Meados White : Sam Crick (Le Cheval de mine)
- Ken Wynne : Oates (Le Cheval de mine)

## Épisodes

### Première saison (1972-1973)
1. Le Fugitif (The Fugitive) (*) (avec Denis Carey)
2. L'Otage (The Hostage) (*) (avec John Thaw)
3. Le Cheval de mine (The Pit Pony) (*)
4. Le Charlatan (The Horse Thieves) (*) (avec Jim Norton)
5. La Fuite (Runaway) (*) (avec Peter Firth)
6. Le Cheval de cavalerie (Warhorse) (*) (avec Jean Anderson)
7. Potion secrète (The Horsemen) (*)
8. Le Duel (The Duel) (*) (avec Bernard Archard)
9. Le Casque du Viking [1/2] (The Viking Helmet [1/2]) (*) (avec Geoffrey Bayldon)
10. Le Casque du Viking [2/2] (The Viking Helmet [2/2]) (*)
11. Le Jour du règlement (Day of Reckoning) (*)
12. Piège à hommes (Man Trap) (*)
13. Les Trois Serrures (Three Locks to Fortune) (*)
14. Un clown à cheval (Clown on Horseback) (*)
15. Le Sergent recruteur (Recruiting Sergeant) (*)
16. La Dette (The Debt) (*)
17. Titre français inconnu (The Horse Healer)
18. La Sorcière (The Witch) (*)
19. Les Poneys (The Ponies) (*)
20. Les Brigands (The Ruffians) (*)
21. Les Deux Orphelins (Two of a Kind) (*)
22. La Triche (Foul Play) (*)
23. Le Marin (Sailor on a Horse) (*)
24. Justice sauvage (Wild Justice) (*)
25. Le Prisonnier (The Barge) (*)
26. Titre français inconnu (Father and Son)

### Deuxième saison (1973-1974)
1. Le Membre de la famille [1/2] (A Member of the Family [1/2]) (*)
2. Le Membre de la famille [2/2] (A Member of the Family [2/2]) (*)
3. Le Banni (The Outcast) (*)
4. De bons voisins (Good Neighbours) (*)
5. Le Sauvetage (Mission of Mercy) (*)
6. La Bataille (Battle of Wills) (*)
7. Le Docteur (The Medicine Man) (*)
8. Au bout de la nuit (Out of the Night) (*)
9. Panique (Panic) (*)
10. Le Défi (The Challenge) (*)
11. Argent de poche (Pocket Money) (*)
12. La Carrière (The Quarry) (*)
13. Le Secret (Secret of Fear) (*)
14. Perdu [1/2] (Lost Part - Part 1) (*)
15. Perdu [2/2] (Lost Part - Part 2) (*)
16. La Déesse oubliée (Lost Goddess) (*)
17. Où est Jonah? (Where’s Jonah?) (*)
18. Titre français inconnu (The Horse Breaker) (*)
19. La Course (A Long Hard Run) (*)
20. Au revoir, Prince Noir (Goodbye Beauty) (*)
21. Titre français inconnu (The Escape)
22. Le Ruban (A Ribbon for Beauty) (*)
23. La Dernière Charge (The Last Charge) (*)
24. Course contre la montre (Race against Time) (*)
25. Jeu de hasard (Game of Chance) (*)
26. Le Dernier Rassemblement (The Last Roundup) (*)

(*) épisode en DVD

## Autour de la série
Grand succès en France et dans de nombreux pays pour ce feuilleton animalier. La série a connu divers titres au fil des rediffusions : Les Aventures de Black Beauty lors de sa première diffusion en France en 1974, puis Black Beauty puis Prince noir à partir de 1977. C'est sous le nom de Prince noir que la série est la plus connue.
Le générique réussi a également marqué la mémoire des téléspectateurs.

## Produits dérivés (France)

### DVD
- Les Aventures de Prince Noir : l'intégrale en 8 DVD ; Collectif L.C.J., Référence : 807446, 2007. Trois épisodes sont manquants.

### Livres
- Les Aventures de Prince Noir, de Anna Sewell - Éditeur : Deux coqs d'or, coll. « L’Étoile d'or », Série Rouge no 70, 1971 (livre pour la jeunesse)
- Prince Noir - Éditeur : Télé-Junior S.A., coll. « Télé-Junior », octobre 1979 contenant sept histoires en bande dessinée signées Pierre Le Goff :

- Le Jumping de Windsor

- Le Proscrit

- Les Fugitifs

- La Carrière

- Le Guérisseur

- L'Histoire de Mary

- Le Secret de la peur